# Elecciones estatales de Kelantan de 1964
Las elecciones estatales de Kelantan de 1964 tuvieron lugar el 25 de abril del mencionado año con el objetivo de renovar los 30 escaños de la Asamblea Legislativa Estatal, que a su vez investiría a un Menteri Besar (Gobernador o Ministro Principal) para el período 1964-1969, a no ser que se realizaran elecciones anticipadas en ese período. Al igual que todas las elecciones estatales kelantanesas, tuvieron lugar al mismo tiempo que las elecciones federales para el Dewan Rakyat de Malasia a nivel nacional.
Mientras que en el resto del país la elección fue muy multipartidista, en Kelantan la competencia fue puramente bipartidista entre el oficialista Partido Islámico Panmalayo (PAS), opositor a nivel nacional, y la Alianza, gobernante del país y opositora en el plano estatal, sin que ningún otro partido o candidato independiente se presentara. El PAS renovó su mandato por amplio margen con el 57.11% del voto popular y una mayoría absoluta de dos tercios de 21 de los 30 escaños. La Alianza obtuvo el 42.89% de los votos y los 9 escaños restantes, obteniendo 7 con respecto a las anteriores elecciones, pero todavía muy lejos de contrapesar al islamismo, siendo la única elección estatal de la jornada que no ganó. La participación fue del 80.13% del electorado registrado.
Pese a haber sido reelegido por amplio margen en su escaño y estar constitucionalmente habilitado para ejercer otro mandato, el Menteri Besar Ishak Lotfi Omar no se presentó a la reelección y fue sucedido por el hasta entonces presidente de la Asamblea Estatal, Asri Muda.

## Resultados
|  | 57.11 % |

|  | 70.00 % |

|  | 40.65 % |

|  | 26.67 % |

|  | 2.24 % |

|  | 3.33 % |

|  | 42.89 % |

|  | 30.00 % |

|  | 95.29 % |

|  | 4.71 % |

|  | 100.00 % |

|  | 80.13 % |